# Nico Williams
Nicholas Williams Arthuer (født 12. juli 2002) er en spansk-ghanesisk professionel fodboldspiller, som spiller for La Liga-klubben Athletic Bilbao og Spaniens landshold.

## Klubkarriere

### Athletic Bilbao
Williams kom igennem ungdomsakademiet hos Athletic Bilbao, og fik sin førsteholdsdebut for klubben i april 2021.

## Landsholdskarriere

### Ungdomslandshold
Williams har repræsenteret Spanien på flere ungdomsniveauer.

### Seniorlandshold
Williams debuterede for Spaniens landshold den 24. september 2022.

## Privat
Nico Williams er født i Pamplona til forældre fra Ghana. Hans storebror Iñaki Williams er også professionel fodboldspiller.